# Модруш-Фіумська жупанія

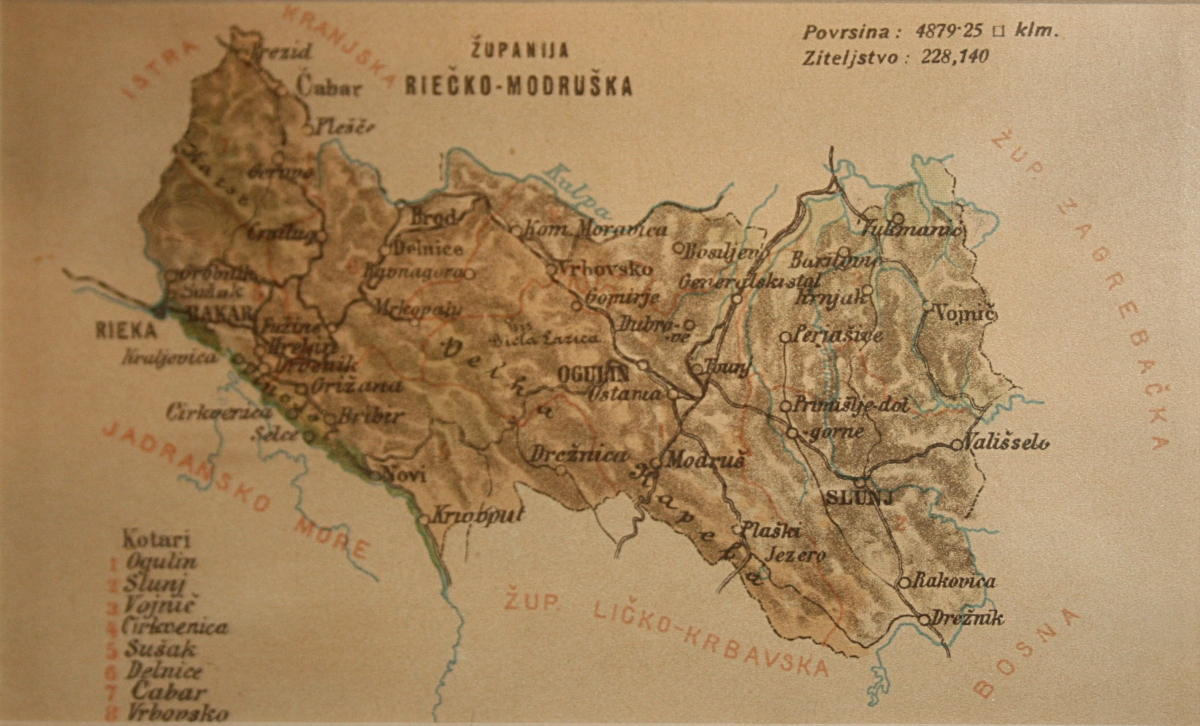
Історична карта Модруш-Рієцької жупанії

Модруш-Рієцька жупанія (хорв. Modruško-riječka županija, угор. Modrus-Fiume vármegye, нім. Komitat Modruš-Rijeka) — адміністративно-територіальна одиниця Королівства Хорватія і Славонія, що входило до угорської частини дуалістичної Австро-Угорщини. Її адміністративним центром був Огулин. Назва жупанії походила від невеличкого містечка поблизу Огулина Модруш і великого портового міста на адріатичному узбережжі Рієка (тоді офіційно — Фіуме), яке не входило в жупанію, перебуваючи в той час під безпосереднім управлінням угорської корони.

## Історія
Більшість території майбутньої жупанії входила до Королівства Хорватія, яке 1102 року вступило в особисту унію з Угорським королівством, а 1526 року спільно з ним увійшло в монархію Габсбургів. Південна частина жупанії навколо Огулина раніше належала до складу Хорватської військової границі, заснованої в 1553 році.
1809 року ця територія ввійшла до наполеонівських Іллірійських провінцій. Після Віденського конгресу 1815 року ці землі було знову включено до складу Австрійської імперії: південна частина повернулася до Військової границі, а північна частина (колишня французька цивільна провінція Хорватія) ненадовго залишилася в новоствореному Королівстві Іллірія, відійшовши потім назад до Хорватії, де утворила частину Загребської жупанії. Сама ж Рієка (Фіуме) відновила свій попередній статус безпосереднього підпорядкування угорській короні у формі corpus separatum, ставши формально окремою одиницею і не належачи ні до Хорватії, ні до власне Угорщини. Місто також було центром округу Хорватського Примор'я.
У десятиліття після революції 1848 року Фіуме увійшло до складу автономного королівства Хорватія, ставши до жовтня 1860 року центром нової однойменної жупанії. 
У 1871—1881 роках Військову границю було розформовано, а хорватсько-славонські жупанії зазнали реорганізації. Так, злиттям колишніх районів Огулинського (III) і Слунського (IV) полків утворилася Огулинсько-Слунська жупанія. До 1886 року жупанії Королівства Хорватія і Славонія набули остаточного вигляду. Модруш-Рієцька жупанія охопила землі колишньої Рієцької жупанії, основну частину Огулинсько-Слунської жупанії та території навколо Северина-на-Купі та Босилєво, які раніше належали Загребській жупанії.
У жовтні 1918 року Хорватія і Славонія відокремилися від Австро-Угорщини, увійшовши до Держави словенців, хорватів і сербів, яка в грудні того ж року де-факто об'єдналася з Королівством Сербія, утворивши Королівство сербів, хорватів і словенців (пізніше перейменоване на Югославію). 1922 року набула чинності Відовданська конституція, яка замінила австро-угорські жупанії (і сербські округи) на області, тим самим припинивши існування Модруш-Рієцької жупанії, перетворюючи її на частину новоутвореної Приморсько-Країнської області.

## Населення
1900 року жупанія налічувала 228 452 жителі, які поділялися на такі мовні спільноти:
- хорватська: 150 982 (66,1%)
- сербська: 73 604 (32,2%)
- угорська: 601 (0,3%)
- німецька: 512 (0,2%)
- словацька: 58 (0,0%)
- руська: 4 (0,0%)
- румунська: 3 (0,0%)
- інші чи невідомі:  2 688 (1,2%)

Згідно з переписом населення 1900 р., жупанія включала такі релігійні громади:
- римокатолики: 154 276 (67,5%)
- православні: 73 632 (32,2%)
- юдеї: 335 (0,2%)
- лютерани: 128 (0,1%)
- кальвіністи: 66 (0,0%)
- грекокатолики: 8 (0,0%)
- унітаріани: 0 (0,0%)
- інше чи невідомі: 7 (0,0%)

1910 року жупанія налічувала 231 654 жителі, які поділялися на такі мовні спільноти:
- хорватська: 152 210 (65,7%)
- сербська: 74 894 (32,3%)
- угорська: 899 (0,4%)
- німецька: 592 (0,3%)
- словацька: 64 (0,0%)
- румунська: 6 (0,0%)
- руська: 4 (0,0%)
- інші чи невідомі: 2 985 (1,3%)

Згідно з переписом населення 1910 р., жупанія включала такі релігійні громади:
- римокатолики: 156 060 (67,4%)
- православні: 74 941 (32,4%)
- юдеї: 382 (0,2%)
- лютерани: 117 (0,1%)
- кальвіністи: 101 (0,0%)
- грекокатолики: 39 (0,0%)
- унітаріани: 4 (0,0%)
- інше чи невідомі: 10 (0,0%)

## Адміністративний поділ
Жупанія на початку ХХ ст. мала такий адміністративно-територіальний поділ: 
| Дистрикти  | Дистрикти  |
| Район      | Столиця    |
| ---------- | ---------- |
| Vojnić     | Войнич     |
| Vrbovsko   | Врбовсько  |
| Delnice    | Делниці    |
| Ogulin     | Огулин     |
| Sušak      | Бакар      |
| Cirkvenica | Цриквениця |
| Čabar      | Чабар      |
| Szluin     | Слунь      |